# Tropická cyklóna Winston
Tropická cyklóna Winston, která v únoru 2016 prošla jižním Pacifikem, byla nejintenzivnější zaznamenanou bouří na jižní polokouli (s možnou výjimkou tropické cyklóny Mahina, která v roce 1899 zasáhla Queensland). Cyklóna se zformovala 7. února 2016 v blízkosti Vanuatu a postupně zesílila až na nejvyšší pátý stupeň Saffirovy–Simpsonovy stupnice. Krátce po dosažení maximální intenzity, večer 20. února 2016, zasáhla plnou silou souostroví Fidži.
Síla bouře neměla v historii Fidži obdoby: jde o jedinou bouří kategorie 5, která kdy přímo zasáhla toto území. Zničila zde tisíce domů a zabila 44 lidí.
Po přechodu přes Fidži cyklóna zeslabovala a směřovala k Austrálii. Její zbytky v podobě tlakové níže dorazily 3. března nad pobřeží Queenslandu. 

## Meteorologická historie

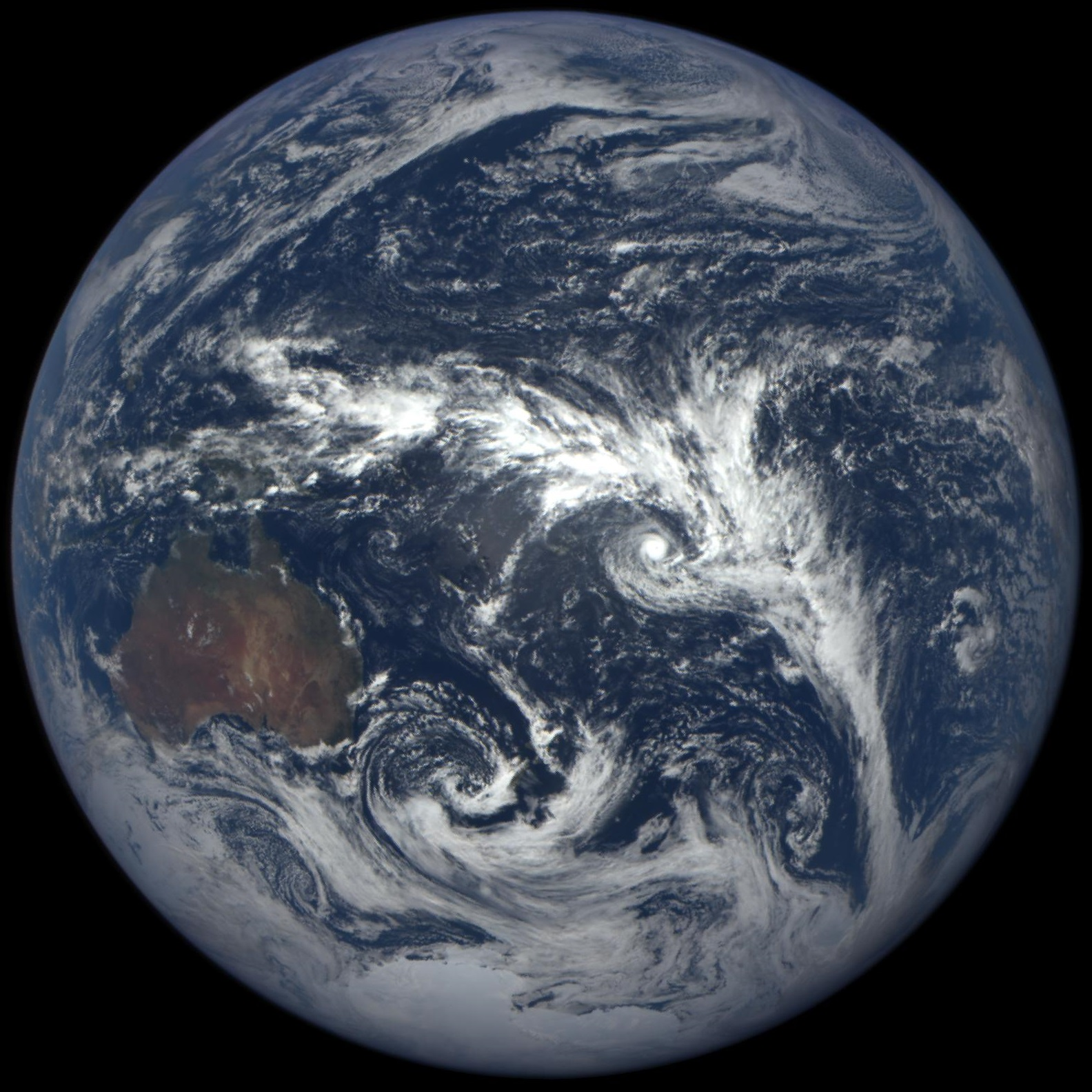
Satelitní snímek pořízený 18. února 2016. Tropická cyklóna Winston je dobře viditelná v centrální části snímku.

Systém byl poprvé zaznamenán jako tropická porucha 7. února 2016, když byl zpozorován zhruba 1000 km severozápadně od města Port Vila v souostroví Vanuatu. V následujících dnech se systém přesouval na jihovýchod a v příznivém prostředí pomalu sílil. 11  února jej australská meteorologická služba klasifikovala jako tropickou cyklónu kategorie 1 a přidělila mu jméno Winston. Následujícího dne prodělala cyklóna rapidní intenzifikaci a zesílila na bouři kategorie 4 s rychlostí větru (10 min. průměr) dosahující 175 km/h. Posléze oslabila v důsledku nepříznivých podmínek. Poté, co se cyklóna 14. února stočila na severovýchod, přehnala se 17. února přes severní oblasti souostroví Tonga a 19. února, kdy se dostala do vod ohřátých prouděním El Niño, opět zesílila, tentokrát až na pátý stupeň australské i Saffirovy–Simpsonovy stupnice a obrátila se zpět na západ. Nejvyšší intenzity bouře dosáhla 20. února 2016, kdy se rychlost větru po dobu deseti minut dokázala udržet na 280 km/h a tlak poklesl na 884 kPa. V této době si cyklóna udržovala dobře definovanou, víceméně symetrickou strukturu s průměrem oka 25 kilometrů. Jen několik hodin po dosažení maximální intenzity zasáhl střed cyklóny severní oblast ostrova Viti Levu v souostroví Fidži. 

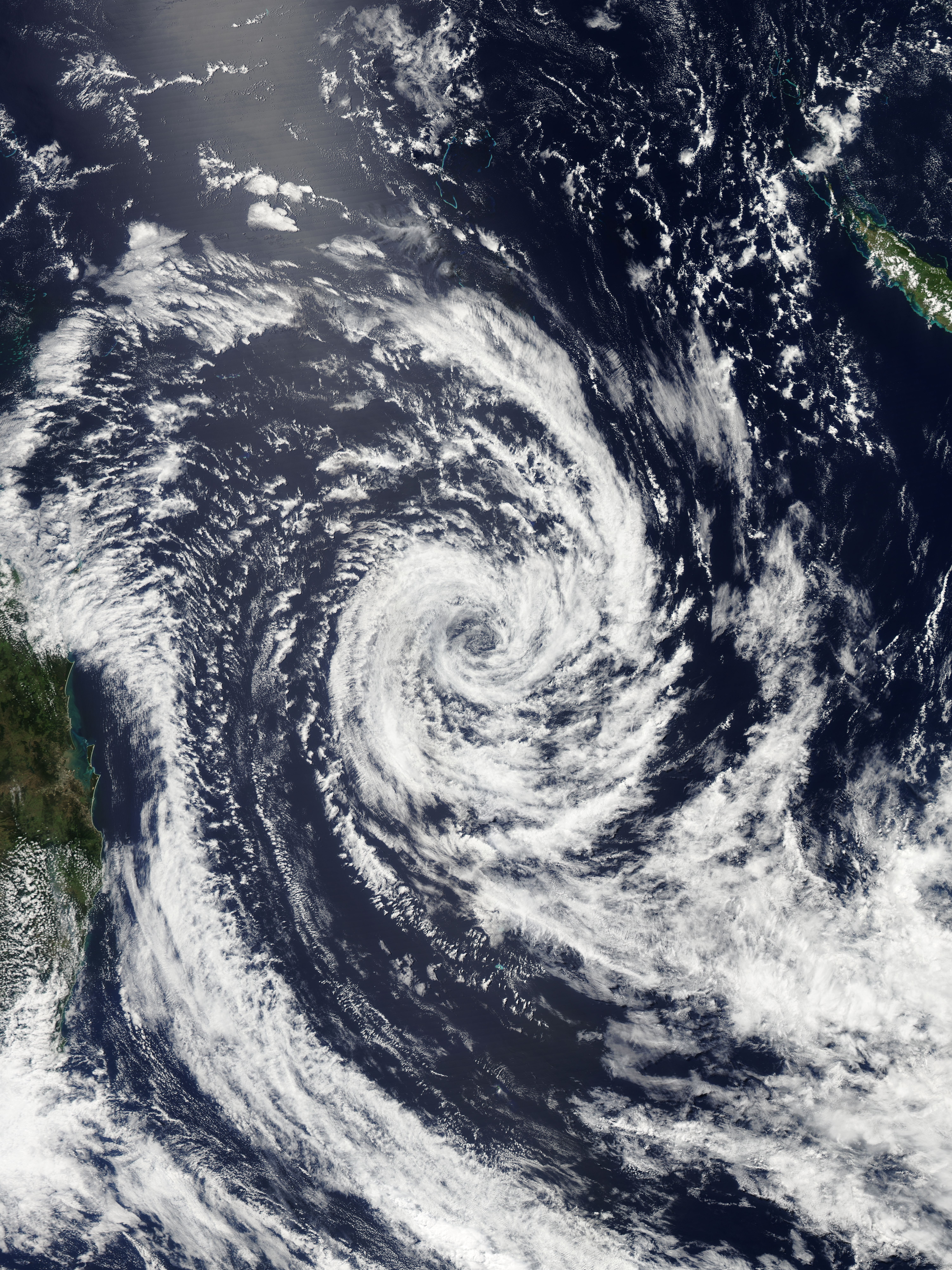
Snímek bouře ze 27. února: Winston se blíží k pobřeží Queenslandu, stále si drží znaky subtropické cyklóny.

Během přechodu Fidži si cyklóna podržela plnou sílu. Až v ranních hodinách 21. února, kdy se dostala do chladnějších vod, zpomalila a zeslábla na bouři kategorie 4. 22. února se systém prudce stočil na jihojihovýchod. Silný střih větru a chladnější teploty při mořské hladině vedly k jeho dalšímu zeslabování. 24. února jej americká meteorologická služba JTWC překlasifikovala na subtropickou cyklónu, s odkazem na slábnoucí jádro a rozšířující se dešťové pásy. Novozélandská meteorologická služba MetService označila systém 25. února za mimotropickou cyklónu, JTWC jej však stále registrovala jako subtropickou cyklónu. Winston v té době procházel jihovýchodně od Nové Kaledonie. Směr pohybu byl nejprve jihozápadní, poté bouře zamířila na severozápad. I když mezi Novou Kaledonií a Austrálií procházela pro tvorbu cyklón příznivou oblastí, k nové intenzifikaci již vlivem panujících nepříznivých podmínek nedošlo. Zbytky systému v podobě tlakové níže dorazily 3. března nad australskou pevninu, v blízkosti města Cairns v Queenslandu.

## Dopady

### Fidži

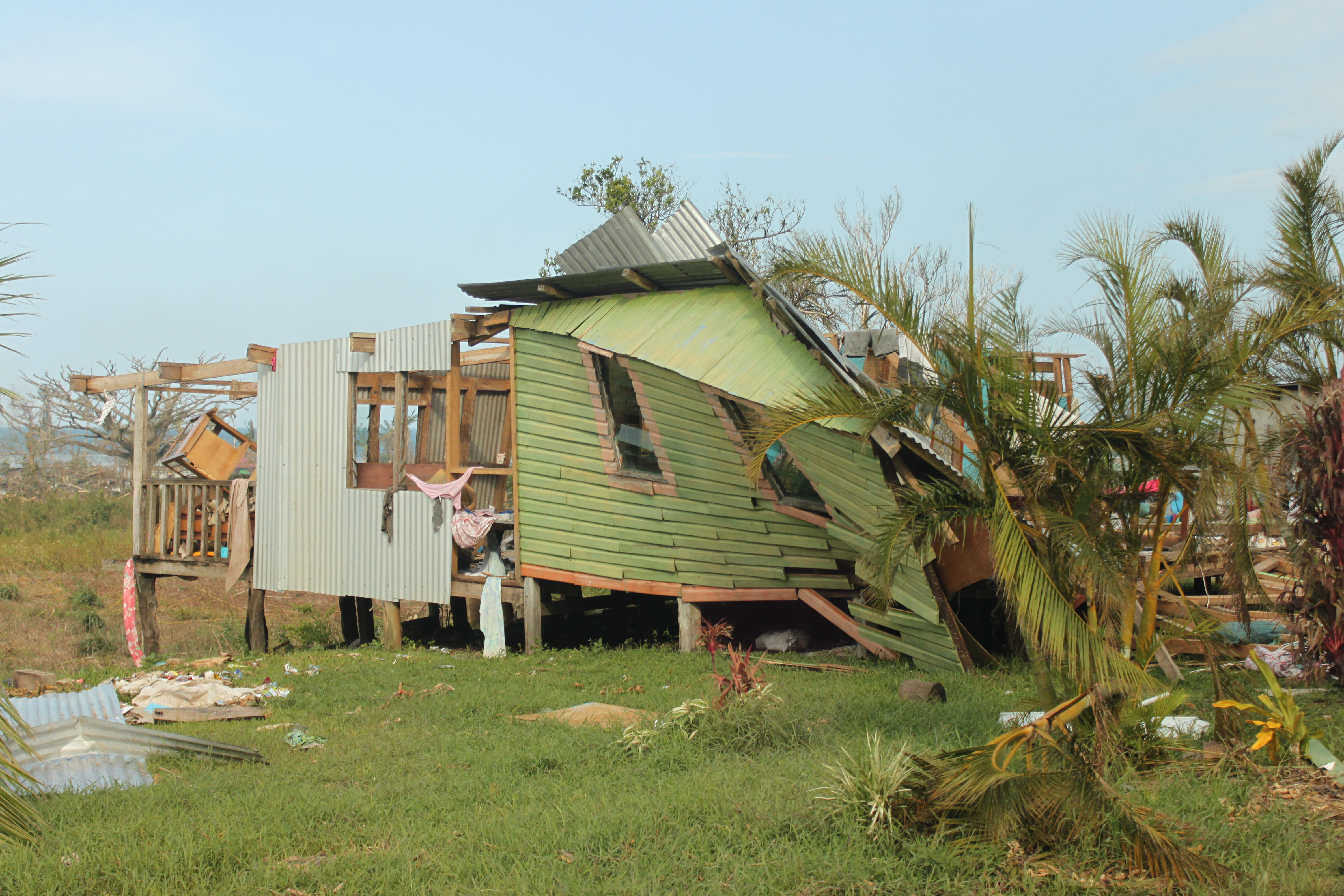
Dům poničený cyklónou v provincii Tailevu na Fidži

Nejhůře postiženou oblastí bylo Fidži. Cyklóna zasáhla souostroví v plné síle, téměř na vrcholu intenzity. Síla bouře neměla v historii Fidži obdoby, šlo o jedinou bouří kategorie 5, která kdy zasáhla jeho území. V poslední chvíli změnila směr a vyhnula se tak hlavnímu městu Suva.
Fidžijská meteorologická služba již 14. února vydala varování před cyklónou. To bylo 16. dubna odvoláno, když se cyklóna od ostrovů vzdálila, ale obnoveno 18. února, když se začala vracet.. Během 19. února byla zpřístupněna většina nouzových krytů po celém souostroví, celkem více než 700 útočišť. Armáda byla uvedena do pohotovosti. Odpoledne 20. února byl vyhlášen výjimečný stav, který přetrval po dobu dvou měsíců, až do 20. dubna. Od 18:00 místního času platil zákaz vycházení.
Winston zasáhl souostroví 20. února ve večerních hodinách a způsobil zde dalekosáhlé škody. Prudký vítr měl rychlost 230 km/h, v poryvech až 325 km/h. Bouři doprovázel prudký přívalový déšť a vlny vysoké až 12 metrů. Vítr porážel stromy a sloupy elektrického vedení, zhruba 80 % obyvatel se tak ocitlo bez elektrické energie, včetně celého druhého největšího ostrova Vanua Levu. S některými ostrovy bylo dočasně ztraceno veškeré spojení. Zemřelo celkem 44 osob, z toho 22 v Západním obvodu, 13 ve Východním obvodu, 6 v Centrálním obvodu a 3 v Severním obvodu. Dalších 126 lidí bylo zraněno. Bouří bylo nějak zasaženo odhadem 350 000 lidí,
dvě pětiny populace celého souostroví (837 721 obyvatel podle sčítání z roku 2007).
Bouře srovnala se zemí stovky domů, a v podstatě také některé menší odlehlé vesnice. Některé níže položené oblasti byly zaplaveny. Jedním z nejhůře postižených ostrovů se stal Koro, na kterém zůstalo stát jen několik budov. Na ostrově v době příchodu cyklóny žilo 4 500 lidí, 8 z nich nepřežilo.
Po celém souostroví bylo zničeno nebo vážně poškozeno celkem 44 000 budov (z toho 229 škol). 131 000 osob se ocitlo bez přístřeší. Celkové škody byly vyčísleny na 2,98 miliardy fidžijských dolarů (1,4 miliardy amerických dolarů). Přes masivní škody, které Winston způsobil, však turistický průmysl, který je pro Fidži jedním z hlavních zdrojů příjmů, zůstal z větší části ušetřen.

### Tonga
Tonga byla bouří zasažena dvakrát v rozmezí několika dní. Vážné škody utrpěla především severní část souostroví. 2500 osob muselo vyhledat nouzová útočiště. První přechod bouře si vyžádal většinou pouze škody na úrodě, druhý přechod ale přinesl výraznější strukturální škody. Nejméně 10 domů bylo zničeno a dalších 200 poškozeno. Výrazné škody utrpělo místní zemědělství, na Vavaʻu bylo zničeno 85 až 95 procent úrody banánů a vanilky.

### Austrálie

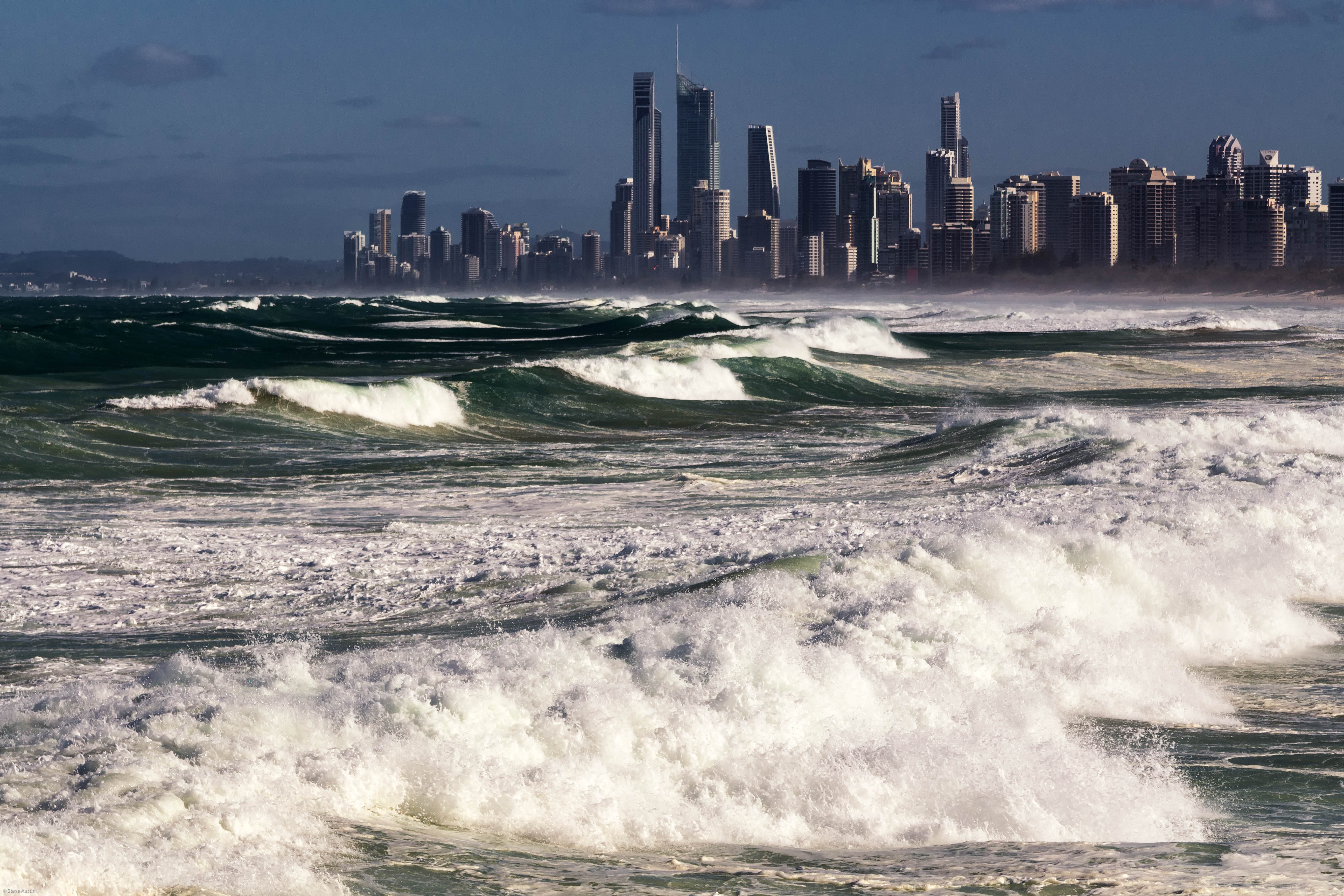
Vysoké vlny, které zbytky cyklóny vyvolaly na pobřeží Gold Coast, zranily několik lidí a vynutily si uzavření pláží.

Zbytky bouře, které zasáhly jižní Queensland, zde způsobily silné vlnobití, výška vln dosahovala 4 až 6 metrů. Oblíbené pláže na Gold Coast a Sunshine Coast zůstaly 26. a 27. února zavřené. Přesto nejméně 15 osob utrpělo zranění, od vykloubeného ramene po zlomené nohy. Jeden surfař zůstal nezvěstný. Zbytky bouře rovněž přinesly do Queenslandu silné deště. V městečku Feluga byl naměřen úhrn srážek 215 mm.

## Odstraňování následků
Nejhůře postiženou oblastí bylo Fidži, kam také směřovala většina mezinárodní humanitární pomoci. Bouře na Fidži nějak zasáhla do životů 350 000 lidí, 40 % obyvatel souostroví, z toho 120 000 dětí. Zhruba 250 000 osob nutně potřebovalo pitnou vodu a hygienické a sanitární pomůcky a zařízení v důsledku výpadků proudu a zničené infrastruktury. Týden po zásahu cyklóny, 26. února, v nouzových útočištích stále přebývalo 62 000 lidí, převážně v Západním obvodu. Ke 4. dubnu tento počet klesl na 29 237, mnoho lidí však našlo útočiště u příbuzných. Ihned po odchodu bouře byly v masívním rozsahu zahájeny záchranné operace, na kterých kromě fidžijských sil spolupracovaly i týmy záchranářů a vojáků z Francie (z Nové Kaledonie), Austrálie a Nového Zélandu. Další země a různé mezinárodní organizace přispěly financemi či dodávkami humanitární pomoci.
Všechny školy na Fidži zůstaly zavřené nejméně týden, v nejhůře zasažených oblastech až dva týdny. Hlavní letiště na Fidži, Nadi International Airport, bylo v důsledku bouře uzavřeno. Provoz alespoň částečně obnovilo dva dny po odchodu bouře, aby bylo umožněno přistávání letadel s humanitární pomocí a odlet zahraničních turistů ze země. Telefonní spojení mezi většinou hlavních ostrovů bylo obnoveno do dvou dnů po bouři. Obnovení dodávek elektřiny zabralo na některých místech, převážně v Západním obvodu, i několik týdnů.
Příhodné podmínky pro množení moskytů, které nastaly po přechodu bouře, vedly ke zvýšenému počtu případů nákazy horečkou dengue, bylo nahlášeno celkem 131 případů. Nedošlo však k žádné rozsáhlé epidemii.